# Callobius canada
Callobius canada là một loài nhện trong họ Amaurobiidae.
Loài này thuộc chi Callobius. Callobius canada được Ralph Vary Chamberlin & Wilton Ivie miêu tả năm 1947.